# The Prodigy
Pour les articles homonymes, voir Prodigy.
The Prodigy est un groupe de  musique électronique issu de la scène rave britannique, originaire de Braintree, Essex, en Angleterre. Aux côtés notamment de The Chemical Brothers, Fatboy Slim et The Crystal Method, ils font partie des pionniers de la dance électronique qualifiée plus tard de « big beat » par la presse. Ce style atteint sa popularité dans les années 1990 avec le développement des raves parties et de leur médiatisation dès lors qu'elles sont rendues illégales. The Prodigy recense un total de plus de 20 millions de disques vendus dans le monde entier, ce qui en fait le plus grand vendeur de disques de l'histoire de la dance.
Leur style musical emprunte à différents styles allant de la rave, le hip hop, le breakbeat hardcore, le rock, la musique industrielle et le breakbeat, au début des années 1990, puis évoluant vers l'électro-rock, le big beat et le nu skool breaks avec une part plus importante donnée aux voix. Le groupe comprend Liam Howlett (compositeur et claviers), Keith Flint (danseur et chanteur) et Maxim Reality (MC et chanteur, Keith Palmer de son vrai nom). En concert, Olly Burden joue de la guitare tandis que Leo Crabtree s'occupe de la batterie.
The Prodigy apparaît sur la scène rave underground au début des années 1990, et atteint depuis lors une immense popularité et une renommée mondiale. Certains de ses morceaux les plus populaires — Charly, Out of Space, No Good (Start the Dance), Voodoo People, Firestarter, Breathe, et Smack My Bitch Up — sont des hymnes de club et de festivals, avant d'être relayés par les médias et la publicité. Le groupe remporte de nombreuses récompenses durant son parcours, dont deux Brit Awards, trois MTV Video Music Awards, deux Kerrang! Awards, cinq MTV Europe Music Awards, et deux nominations aux Grammy Awards,.

## Biographie

### Débuts et premières apparitions (1990-1991)

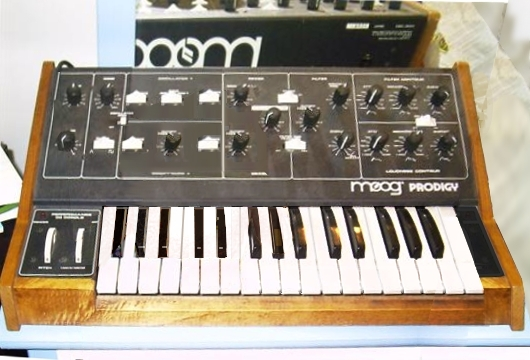
Liam Howlett nomme le groupe d'après le synthétiseur Moog Prodigy.

En 1990, Liam Howlett se présente dans les bureaux de XL Recordings avec une bande-démo contenant dix titres qu'il avait enregistrés dans sa chambre. Cette musique brute et cinglante puise son inspiration directe dans la scène la plus musclée de la dance underground, celle des raves. Liam décroche un contrat, et quatre titres de la bande-démo sortent sur le premier single en février 1991. Le nom de The Prodigy est choisi par Liam en guise de clin d'œil au synthétiseur monophonique Moog Prodigy. Le nom affiché sur les couvertures d'album évolue de The Prodigy à Prodigy entre leurs deuxième et troisième albums. Toutefois, Howlett indique que le titre a toujours été The Prodigy, par respect pour le rappeur Albert Johnson surnommé Prodigy du groupe Mobb Deep ; ce changement n'aurait eu qu'un but marketing afin d'insérer le nom dans le logo, selon Howlett. De plus, sur la couverture de l'album Invaders Must Die, le nom affiché sur l'album redevient The Prodigy.
La première prestation du groupe, avec Keith Flint et Leeroy Thornhill, se déroule au Four Aces de Dalston, à Londres en 1991. Charly, paru six mois plus tard, devient un énorme hit dans la scène des raves underground. La chanson atteint la troisième place du UK Singles Chart, et popularise le groupe. La série de compilations Kaos Theory inclut G Force (Energy Flow), de leur troisième single, Everybody in the Place. Plus tard, après l'énorme succès du titre Charly, les classements musicaux comprennent des musiques orientées breakbeat hardcore contenant des échantillons sonores de cartoons, sur lesquelles une audience droguée au speed et à l'ecstasy pouvaient danser, mais qui n'intéressaient aucune presse spécialisée à cette époque. Des exemples de ces titres incluent A Trip to Trumpton d'Urban Hype, et Sesame's Treet de Smart E's, qui contribueront au déclin de la scène « hardcore rave », selon certains critiques liés à cette dernière. De ce fait, le titre Charly fait brièvement identifier The Prodigy, chez les critiques, à un groupe de « rave pour gamins » ou de « techno joujou ». L'accueil du single est mitigé.

### Experience (1992–1993)
Le premier album du groupe, le très acclamé Experience, suit les caractéristiques musicales du titre Charly dans l'histoire de la rave britannique. L'album s'achève avec une version live de Death of the Prodigy Dancers, avec Maxim au chant. Cinq singles extraits de l'album paraissent indépendamment : Charly, Everybody in the Place, Fire / Jericho, Out of Space, et Wind It Up (Rewound) ; ce dernier est un remix de Wind It Up. L'album est un franc succès commercial au Royaume-Uni, mais ne parvient pas à atteindre les classements musicaux hors des frontières britanniques. Ayant atteint la 12e place, il est certifié disque de platine par la British Phonographic Industry,. Après Experience et le nombre de singles qui l'accompagnent, The Prodigy tentent de mettre une distance avec leur réputation de groupe de « rave pour gamins ». La scène rave passe à la phase hardcore, et la législation « anti-rave » (Criminal Justice and Public Order Act 1994) est proposée.

### Music for the Jilted Generation(1993–1995)
En 1993, Liam Howlett fait paraître un white label anonyme, avec comme titre unique, Earthbound I. Sa sonorité hypnotique le popularise dans le public underground. Il est officiellement commercialisé et renommé One Love plus tard la même année, et atteint la 8e place des classements britanniques. L'année suivante, le second album de The Prodigy, Music for the Jilted Generation, débute à la première place du UK Albums Chart, et est bien accueilli par l'ensemble de la presse spécialisée. En y ajoutant des éléments de big beat et d'électro-industriel au mix, l'album présente un spectre plus large de genres musicaux.
L'album est nommé pour un Mercury Prize, même lorsque Howlett réaffirme vouloir faire de The Prodigy un « groupe de hard dance », à succès commercial mais sans compromis. Le groupe continue à grandir en popularité chez les médias en refusant d'assister au Top of the Pops ou à d'autres émissions télévisées britanniques. À la suite du succès international de Music for the Jilted Generation, le groupe agrandit ses rangs avec le guitariste Jim Davies (un membre en live qui rejoindra Pitchshifter) en 1995 pour des morceaux tels que Their Law, Break and Enter 95, et autres). Il est peu après remplacé par Gizz Butt du groupe Janus Stark, qui restera aux côtés du groupe pendant trois ans.

### The Fat of the Landet controverses (1996–2002)

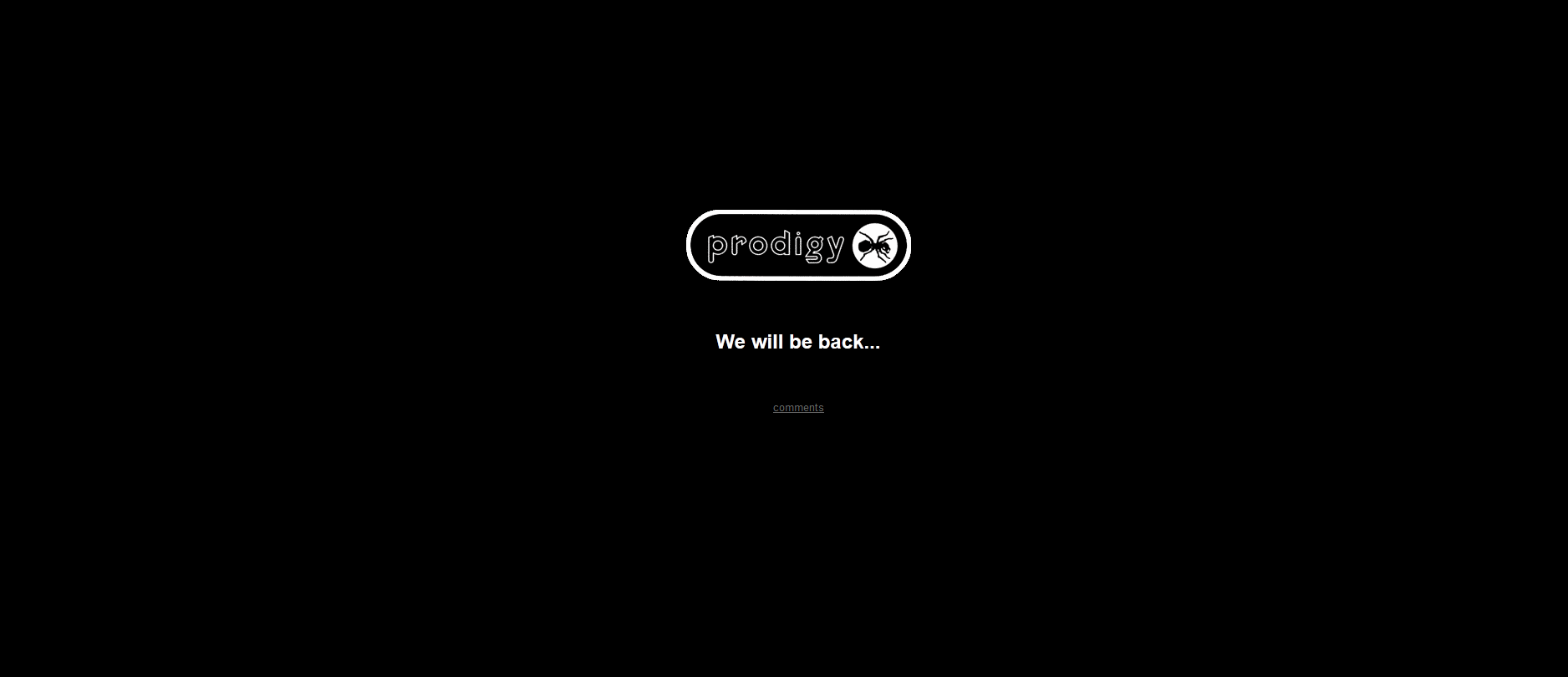
Capture d'écran du site du groupe, après le départ de Leeroy Thornhill en 1999.

La parution de Firestarter en 1996, avec Keith Flint au chant, aide le groupe à se populariser aux États-Unis, et atteint la première place du UK Singles Chart. Cette même année, The Prodigy participe au prestigieux festival Lollapalooza. Le troisième album tant attendu de The Prodigy, The Fat of the Land, paraît en 1997, tandis que le groupe participe au Glastonbury Festival ; il présente quelques mélodies simplifiées, un son moins orienté rave, et un chant axé punk. L'album permet de conserver leur place de meilleur groupe orienté dance reconnu à l'international, en atteignant la première place des classements britanniques et américains. La version instrumentale de Firestarter est utilisée dans la bande originale de la version PlayStation du jeu vidéo à succès WipEout 2097,. En 2000, le titre Smack My Bitch Up est dans la bande originale du film Charlie et ses drôles de dames.
Le titre Smack My Bitch Up du groupe est considérablement joué par de nombreuses chaînes de radio rock, mais il n'est pas bien accueilli. La National Organization for Women (NOW) réagit d'ailleurs vivement à la chanson et à son clip vidéo. La chanson répète la phrase « Change my pitch up, smack my bitch up » qui, selon la NOW, est un « message dangereux et offensif incitant à la violence à l'égard des femmes,. » Howlett rétorque que ces paroles ont été mal interprétées, et que cette phrase avait une tout autre signification. Ces paroles ne proviennent d'ailleurs initialement pas du groupe, mais d'un échantillon sonore repris de la chanson Give the Drummer Some du groupe de hip-hop Ultramagnetic MCs, qui apparaît également dans les Dirtchamber Sessions. Plusieurs stations de radio ne diffusent la chanson que pendant la nuit. En septembre 1997, The Prodigy joue leur titre Breathe aux 1997 MTV Video Music Awards, et remportent un Viewer's Choice Award,.
Le clip vidéo de Smack My Bitch Up, réalisé par Jonas Åkerlund, montre la vision de quelqu'un en train de s'amuser et de s'alcooliser. D'autres scènes montrent le protagoniste se battant contre d'autres personnes, frappant des femmes, vomissant à plusieurs reprises, et avoir des rapports sexuels. À la fin de la vidéo, le protagoniste est révélé être une femme. MTV ne diffuse cette vidéo qu'entre 1 h et 5 h du matin à cause de son caractère explicite. Une semaine plus tard, la chaîne bannit le clip vidéo sous la contrainte de la NOW. Le réalisateur a l'idée de réaliser ce clip après avoir fait la fête à Copenhague, au Danemark.
Pendant une prestation au Reading Festival du 29 août 1998, The Prodigy et les Beastie Boys sont en total désaccord ; Les Beastie Boys veulent retirer la musique de leur set afin de ne pas heurter d'éventuelles personnes ayant souffert de violences conjugales. Choisissant d'ignorer la volonté des Beastie Boys, Maxim intronise Smack My Bitch Up au public sous ces termes : « Ils voulaient pas qu'on joue cette putain de chanson. Mais c'est comme ça, je fais ce que je veux putain,. » Les magasins Wal-Mart et Kmart annoncent par la suite le retrait de The Fat of the Land de leurs rayons. Malgré le fait que leur LP ait été présenté pendant 20 semaines dans leur rayon, et le fait qu'il se soit vendu à plus de 150 000 exemplaires au total, les deux magasins trouvent la campagne publicitaire « choquante ». Aux MTV Video Music Awards de 1998 à Los Angeles, Smack My Bitch Up est récompensé à deux reprises dans les catégories « Meilleur clip » et « Meilleure vidéo ».
1999 marque l'apparition de The Dirtchamber Sessions Volume One, un album mixé par Howlett. Courant 1999, Thornhill se sépare du groupe après son divorce avec son épouse Sara Cox à cause d'une dépression nerveuse, menant le groupe à remplacer le logo de leur site par un « We will be back... » (« On sera de retour... ») sur fond noir, qui restera jusqu'en 2002.

### Retour (2002–2004)
En été 2001, après l'inactivité de tournée et de sorties studios, le groupe revient sur scène aux festivals européens en présentant deux nouveaux morceaux "Trigger" et "Nuclear" qui devaient être sur le futur album "Always Outnumber Never Outgunned". En juillet 2002, le single Baby's Got a Temper paraît et c'est une déception critique. La chanson est écrite par le groupe de Keith Flint, Flint, produite par Howlett, en collaboration avec Jim Davies. Encore une fois, le groupe provoque la polémique en faisant référence à la fameuse « drogue du viol », le rohypnol dans les paroles de la chanson. Le clip vidéo de la chanson, dans lequel des femmes presque seins nus traient des vaches, fait également polémique. La version complète non-censurée est diffusée sur MTV2 en 2002, dans un programme montrant le classement des vidéoclips les plus controversés diffusés sur MTV. Ce classement est diffusé tard dans la nuit. Le clip de Smack My Bitch Up est considéré comme la vidéo la plus controversée par MTV. La même année, cependant, le magazine Q classe The Prodigy dans leur liste des « 50 groupes à voir avant de trépasser ».

### Always Outnumbered, Never Outgunned(2004–2005)

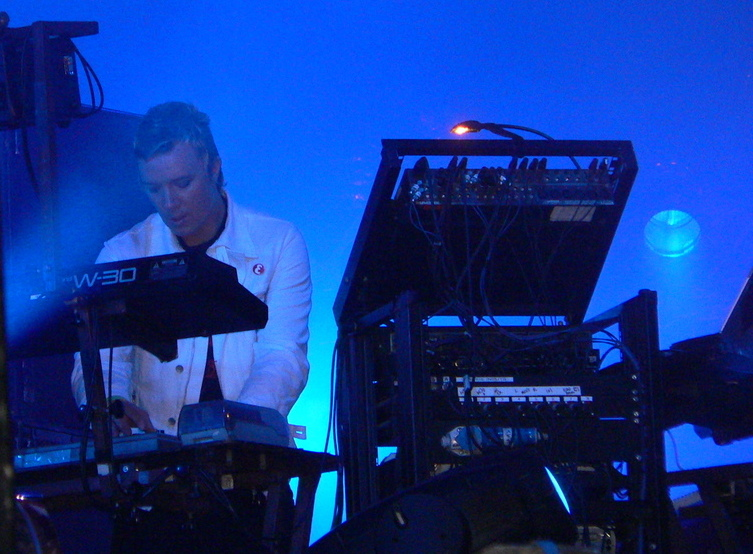
Le membre fondateur de The Prodigy, Liam Howlett, sur scène en août 2005.

Après sept ans d'attente au successeur de The Fat of the Land, le quatrième album du groupe, Always Outnumbered, Never Outgunned, est paru le 23 août 2004, et le 14 septembre 2004 aux États-Unis. Les chants sont assurés notamment par Juliette Lewis et Liam Gallagher et non par Keith Flint et Maxim, contrairement à The Fat of the Land.
Un single précurseur et expérimental, Memphis Bells, est paru en version très limitée, suivi d'une parution du titre Girls. La version américaine contient un titre bonus ; un remix de Girls, intitulé More Girls, où figure Maxim. L'album atteint la première place des UK Album Charts une semaine après parution. 5 000 copies numériques de Memphis Bells sont vendus sur Internet.

### Best-of et rééditions (2005-2007)
En 2005, ils font paraître une compilation de leurs singles en version éditée, Their Law: The Singles 1990-2005 avec des remixes de Out of Space (Audio Bullys Remix) et Voodoo People (Pendulum Remix). Les deux premiers albums du groupe, Experience (1992) et Music for the Jilted Generation (1994), sont réédités en édition deluxe le 4 août 2008.

### Invaders Must Die(2008–2010)

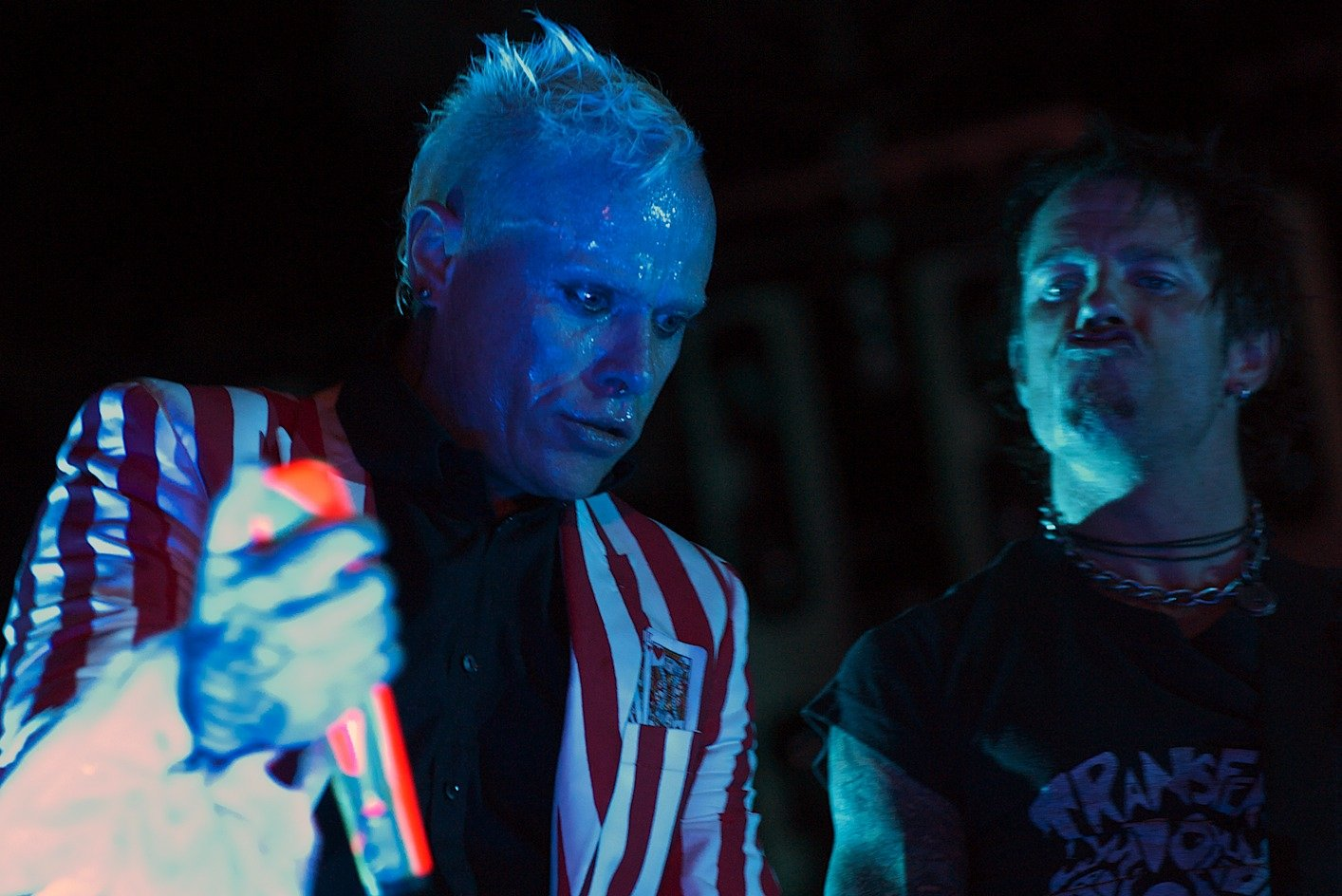
Le chanteur du groupe Keith Flint, et le membre Rob Holliday.

The Prodigy joue quatre nouveaux morceaux durant l'été 2008. Ils s'intitulent Worlds on Fire, Warriors Dance, Mescaline, et Beat 55, où la mélodie xylophone a été utilisée plus tard dans le titre Omen.
Le 5 novembre 2008, le titre du cinquième album du groupe est annoncé être Invaders Must Die, et prévu pour être distribué par leur nouveau label, Take Me to the Hospital. Il paraît le 3 mars 2009, et le premier album depuis The Fat of the Land à inclure les trois membres du groupe,. L'album présente Dave Grohl à la batterie sur le titre Run with the Wolves. Les titres à succès Omen et Invaders Must Die sont coproduits avec le chanteur de Does It Offend You, Yeah?, James Rushent. Le groupe expliquait repartir à leurs origines.
Invaders Must Die est commercialisé le 21 février 2009 en Australie, et en Europe le 23 février 2009, et atteint la première place des classements britanniques avec 97 000 exemplaires vendus. En parallèle à la sortie de l'album, le groupe embarque pour une tournée en neuf dates, aux côtés de Dizzee Rascal, Noisia, Herve, et DJ Kissy Sell Out. Le single Omen débute à la première place dans les classements canadiens le 25 février 2009, et remporte le Kerrang! Award for Best Single. Invaders Must Die est accueilli d'une manière plutôt mitigée par la presse spécialisée. Sur Metacritic, l'album reçoit une moyenne de 60 %, basé sur 20 critiques. Cependant, l'album est bien accueilli par les fans comparé à Always Outnumbered, Never Outgunned. Deux singles suivent, Warrior's Dance et Take Me to the Hospital, le 11 mai, et le 31 août 2009, respectivement. La première chanson atteint la 9e place des UK Singles Chart, et la dernière est paru sur format VHS diffusé sur VidZone. Un quatrième single, Invaders Must Die (Liam H Reamped Version), originaire de la Special Edition de l'album, est paru.

### The Day is my Enemy(2010–2016)
Le 16 novembre 2010, Liam Howlett annonce qu'après leur tournée avec Linkin Park, The Prodigy reviendra en studio pour la production d'un nouvel album. Dans une entrevue, Liam Howlett explique que le groupe travaille actuellement sur de nouvelles idées pour leur album. Le 18 mars 2010, The Prodigy annonce via leur site un extrait de World's on Fire, un film principalement composé de scènes originaires de leur concert du 24 juillet 2010 au Milton Keynes Bowl dans le cadre du festival Warrior's Dance de cette année-là. Enregistré avec 65 000 fans, World's on Fire est le premier film live de The Prodigy, documentant leur plus grand concert jamais fait en date. Le CD, DVD, et le Blu-ray de World's on Fire est commercialisé le 23 mai 2011.
Le 6 août 2011, The Prodigy joue au Przystanek Woodstock, en Pologne, le plus grand festival européen, devant 700 000 spectateurs. À leurs deux dernières prestations (au Brésil), The Prodigy joue deux nouvelles chansons A.W.O.L et Dogbite. Le 18 novembre 2011, The Prodigy participe au Download Festival 2012, et conclut le 8 juin, avec trois nouvelles chansons : Jetfighter, Dogbite, et A.W.O.L. Liam Howlett confirme que cet album ne sera pas orienté dubstep  mais qu'il se sentira " frais " tout en étant plus sombre.
En avril 2012, en commémoration de la 15e année de leur troisième album The Fat of the Land, l'album est réédité accompagné d'un remix EP, The Added Fat EP avec des remixes de groupes comme Major Lazer, Noisia, et Zeds Dead. Le 3 mai 2012, The Prodigy annonce le titre provisoire de leur futur album, How to Steal a Jetfighter.Le 11 décembre 2013, The Prodigy est annoncé à l'édition britannique du Sonisphere Festival à Knebworth pour la première fois dans l'histoire du groupe.
Le 2 juillet 2014, le groupe a révélé que leur prochain album aurait un nom différent et un " son violent ". Maxim a indiqué en septembre 2014 que le nouvel album de Prodigy sortirait au premier trimestre 2015. Le 6 janvier 2015, le groupe annonce sur son site officiel ainsi que sur les réseaux sociaux, le nom et la liste des titres de leur sixième album : The Day Is My Enemy, ce sixième album sort le 30 mars 2015.Le 12 janvier 2015, les Prodigy ont publié "Nasty" en tant que single principal de leur prochain album, ainsi que le morceau éponyme ''The Day Is My Ennemy'' le 26 janvier 2015. Howlett trouve que " violent est le mot qui revient sans cesse " pour décrire l'album. L'ensemble du processus d'enregistrement a duré près de six ans, dans un certain nombre de studios pour établir ce "son énergique et en colère".
Le groupe a joué au Future Music Festival en Australie en février-mars 2015 et a effectué une tournée en Allemagne et en France en avril 2015 et au Royaume-Uni en mai 2015. Ils ont également joués aux festivals Rock Werchter, Rock am Ring, Rock im Park, Festival international de Benicàssim et au Festival de l'île de Wight. En mai 2015, les Prodigy ont annoncé une tournée d'hiver 2015 au Royaume-Uni et en Europe continentale, avec Public Enemy en première partie.

### No Tourists(2017-2019)
Le groupe reste silencieux depuis la sortie de The Day is my Enemy en 2015. En septembre 2017, malgré des rumeurs de séparation qui se sont propagées depuis la fin 2016, le groupe sort de son silence, et annonce la sortie d'un septième album studio et sa signature au label BMG,. Sur leur site web officiel, ils annoncent les prochaines dates de concerts entre le 9 et le 23 décembre, aux Pays-Bas, en Suisse, et au Royaume-Uni. Durant cette tournée le groupe joue 3 nouveaux titres: "Resonate", "BoomTap" et "I Need Some 1". Durant l'été 2018 le groupe enchaîne les festivals d'été et le 18 juillet Liam Howlett annonce la sortie d'un nouveau single pour le 19 juillet appelé "I Need Some 1". Ce titre sera tout d'abord joué sur la radio anglaise BBC Radio 1. Ce même 19 juillet, le groupe annonce le nom de l'album : il se nommera No Tourists. Ce septième album est sorti le 2 novembre 2018.
Le 4 mars 2019, Keith Flint a été retrouvé mort dans sa résidence à Dunmow du comté de l'Essex, quelques semaines après que le groupe ait effectué une tournée en Australie et en Nouvelle-Zélande,. Liam Howlett, a annoncé sur Instagram que le chanteur "s'est donné la mort au cours du week-end" et que toutes futures dates de concerts seront annulées. Après la mort de Flint, les fans ont commencé à utiliser le hashtag Twitter " Firestarter4Number1 " sur diverses plateformes de médias sociaux pour que le morceau " Firestarter " atteigne la première place du classement des singles au Royaume-Uni, par respect pour Flint et pour sensibiliser au suicide chez les hommes. En août 2020, Howlett a déclaré que The Prodigy allait continuer,. L'ancien membre Leeroy Thornhill déclare que Howlett travaillait sur un nouvel album au moment de la mort de Flint, et qu'il souhaitait le terminer en hommage à Flint . Le 10 février 2021, le groupe a annoncé son intention de commencer la production d'un documentaire sur l'histoire du groupe, dont le titre et la date de sortie sont désormais inconnus. Il sera réalisé par un collaborateur de longue date, Paul Dugdale, et produit par Pulse Films.

### Retour sur scène (Depuis 2022)
Le 7 mars 2022, The Prodigy a annoncé un retour sur scène avec une tournée de 10 dates au Royaume-Uni en juillet pour coïncider avec le 25e anniversaire de The Fat of the Land, laissant également entendre que de nouveaux morceaux seraient joués lors de la tournée. C'est leur première tournée depuis la mort de Keith Flint.
Le 28 octobre 2022, le groupe annonce son retour sur scène en dehors du Royaume-Uni pour la première fois en quatre ans, précisant qu'en 2023, de nouvelles dates seront ajoutées, notamment sur le circuit des festivals, avec une date en Autriche en juin confirmée. D'autres dates de tournée seront annoncées en temps voulu.

## Membres
Membres actuels
- Liam Howlett – claviers, synthétiseurs, programmation, ordinateur portable, ordinateur, samples, séquenceurs, platines, boîtes à rythmes (depuis 1991)
- Maxim – MC, beatboxing, chanteur (depuis 1991)

Anciens membres
- Keith Flint (†) – danseur (1990–2019), voix (1996–2019)
- Leeroy Thornhill danseur (1990–2000), claviers live occasionnels, synthétiseurs (1994–2000)
- Sharky  - danseur  (1990–1991)

Musiciens live
- Leo Crabtree – batterie, percussions (depuis 2008)
- Rob Holliday – guitare, basse (2005–2006, 2008–2017, depuis 2022)

Anciens musiciens live
- Jim Davies – guitare (1995–1996, 2002–2004)
- Gizz Butt – guitare (1996–1999)
- Olly Burden – guitare (2017–2019)

## Discographie
- 1992 : Experience
- 1994 : Music for the Jilted Generation
- 1997 : The Fat of the Land
- 2004 : Always Outnumbered, Never Outgunned
- 2009 : Invaders Must Die
- 2015 : The Day Is My Enemy
- 2018 : No Tourists

## Vidéographie
- 1995 : Electronic Punks (VHS)
- 2005 : Their Law: The Singles 1990–2005 (DVD)
- 2011 : World's on Fire (DVD + Blu-ray)